# Бред Верінг
Бред Верінг (англ. Brad Vering; нар. 21 серпня 1977, Скайлер, штат Небраска) — американський борець греко-римського стилю, срібний призер чемпіонату світу, чемпіон та срібний призер Панамериканських чемпіонатів, чемпіон та срібний призер Панамериканських ігор, переможець та бронзовий призер Кубків світу, учасник двох Олімпійських ігор.

## Життєпис
Боротьбою почав займатися з 1983 року.
Виступав за Ньюйоркський атлетичний клуб. Тренери — Момір Петкович (з 2002), Тім Неуманн (з 1997), Лі Шредер.

## Спортивні результати на міжнародних змаганнях

### Виступи на Олімпіадах
| Змагання                    | Збірна | Вагова категорія                 | Місце |
| --------------------------- | ------ | -------------------------------- | ----- |
| Літні Олімпійські ігри 2004 | США    | греко-римська боротьба, до 84 кг | 11    |
| Літні Олімпійські ігри 2008 | США    | греко-римська боротьба, до 84 кг | 12    |

### Виступи на Чемпіонатах світу
| Змагання                        | Збірна | Вагова категорія                 | Місце  |
| ------------------------------- | ------ | -------------------------------- | ------ |
| Чемпіонат світу з боротьби 2002 | США    | греко-римська боротьба, до 84 кг | 5      |
| Чемпіонат світу з боротьби 2003 | США    | греко-римська боротьба, до 84 кг | 5      |
| Чемпіонат світу з боротьби 2005 | США    | греко-римська боротьба, до 84 кг | 29     |
| Чемпіонат світу з боротьби 2007 | США    | греко-римська боротьба, до 84 кг | Срібло |

### Виступи на Панамериканських чемпіонатах
| Змагання                                   | Збірна | Вагова категорія                 | Місце  |
| ------------------------------------------ | ------ | -------------------------------- | ------ |
| Панамериканський чемпіонат з боротьби 2003 | США    | греко-римська боротьба, до 84 кг | Срібло |
| Панамериканський чемпіонат з боротьби 2007 | США    | греко-римська боротьба, до 84 кг | Золото |

### Виступи на Панамериканських іграх
| Змагання                  | Збірна | Вагова категорія                 | Місце  |
| ------------------------- | ------ | -------------------------------- | ------ |
| Панамериканські ігри 2003 | США    | греко-римська боротьба, до 84 кг | Срібло |
| Панамериканські ігри 2007 | США    | греко-римська боротьба, до 84 кг | Золото |

### Виступи на Кубках світу
| Змагання                    | Збірна | Вагова категорія                 | Місце  |
| --------------------------- | ------ | -------------------------------- | ------ |
| Кубок світу з боротьби 2002 | США    | греко-римська боротьба, до 84 кг | Бронза |
| Кубок світу з боротьби 2008 | США    | греко-римська боротьба, до 84 кг | Золото |

### Виступи на інших змаганнях
| Змагання                               | Збірна | Вагова категорія                 | Місце  |
| -------------------------------------- | ------ | -------------------------------- | ------ |
| Міжнародний меморіал Дейва Шульца 2002 | США    | греко-римська боротьба, до 84 кг | Срібло |
| Міжнародний меморіал Дейва Шульца 2003 | США    | греко-римська боротьба, до 84 кг | 4      |
| Міжнародний меморіал Дейва Шульца 2004 | США    | греко-римська боротьба, до 84 кг | Золото |
| Міжнародний меморіал Дейва Шульца 2006 | США    | греко-римська боротьба, до 84 кг | Бронза |
| Міжнародний меморіал Дейва Шульца 2007 | США    | греко-римська боротьба, до 84 кг | Золото |

### Виступи на змаганнях молодших вікових груп
| Змагання                                      | Збірна | Вагова категорія                 | Місце |
| --------------------------------------------- | ------ | -------------------------------- | ----- |
| Чемпіонат світу з боротьби серед юніорів 1997 | США    | греко-римська боротьба, до 83 кг | 15    |